# アレクサンダル・ヨヴァノヴィッチ
アレクサンダル・ヨヴァノヴィッチ（Aleksandar Jovanović, 1989年8月4日 - ）は、オーストラリアの元サッカー選手。現役時代のポジションはDF。オーストラリア・シドニー出身。
Kリーグ時代の登録名はアレックス（ハングル: 알렉스）。

## 経歴
高校に通いながら地元のクラブでプレーをしていた。
2008年からはセルビアのリーグに活躍の場を移した。
2014年、Kリーグ1の済州ユナイテッドFCに移籍した。
2016年2月6日、天津泰達足球倶楽部に移籍した。
2017年2月、済州ユナイテッドに復帰した。
2020年1月14日、FKジェリェズニチャル・サラエヴォに6か月間の契約で加入した。
2020年10月13日、マッカーサーFCに加入した。
2022年7月22日、ベンガルールFCに移籍した。